# Hr.Ms. Valk (1930)
Hr.Ms. Valk was oorspronkelijk een "opiumjager", een schip van de Gouvernementsmarine. Het snelle stoomschip was bestemd om ingezet te worden ter bestrijding van de opiumhandel in Nederlands Oost-Indië. Het moest een van de oude opiumjagers Argus en Cycloop uit 1893 vervangen.

## Ontwerp
Het vaartuig werd samen met zusterschip Hr.Ms. Arend ontworpen in opdracht van het Ministerie van Koloniën door Ingenieur der Marine Ir. Laurens Troost van het Bureau Scheepsbouw van het Ministerie van Defensie. Het moest voldoen aan grote snelheid, goede manoeuvreerbaarheid, een eenvoudige machineinstallatie, een grote werkingssfeer, gelegenheid voor het vervoer van enige passagiers en lading en diende geschikt zijn voor de tropen.

## Inzet
Op 9 april 1930 vertrok het schip vanuit Rotterdam naar Soerabaja. Vanaf 1 september 1939 werden het samen met Hr.Ms. Arend belast als bewakings- en patrouillevaartuig met de bewakingsdienst Grote Oost, als opiumjager voor het oostelijke deel van de Indonesische archipel.
Vanaf 2 september 1930 werd de Valk, onder commando van gezaghebber A. Kool, ingezet als patrouillevaartuig en moederschip voor Consolidated PBY Catalina vliegboten van Groep Vliegtuigen (GVT) 17 vanuit Ambon. 7 januari 1942, de dag van de Japanse aanval op Pearl Harbor, werd Ambon gebombardeerd door Japanse vliegtuigen. Een dag erna verklaarde Nederland de oorlog aan Japan. Een week later werd Hr.Ms. Valk teruggeroepen naar Tandjong Priok omdat het in Ambon te gevaarlijk werd. Het vaartuig ingezet om konvooien te begeleiden vanuit Batavia. Het kwam na een reis op 4 maart 1942 aan in de havenstad Tjilatjap in Zuid-Java, die diezelfde dag voor de eerste maal gebombardeerd werd door Japanse vliegtuigen, afkomstig van de vliegdekschepen Akagi, Kaga, Hiryu en Soryu. Omdat vice-admiraal Helfrich de Gouvernements Marine op 1 maart gedemilitariseerd had, vluchtten alle inheemse bemanningsleden. De volgende dag vielen de Japanse carriervliegtuigen wederom Tjilatjap aan en het schip liep schade op door near misses. Op 7 maart werd de Valk in de haveningang van Tjilatjap tot zinken gebracht door de eigen bemanning.
Op 21 april 1943 werd het wrak door de Japanse bezetter gelicht en ter reparatie naar Soerabaja gesleept. Op 31 januari 1944 waren de reparaties voltooid en het schip werd als patrouillevaartuig PB-104 in Japanse dienst gesteld. Twee maanden later werd de PB-104 uitgerust met een 12,5 cm luchtdoelkanon en een Type 93 Model 1 sonar. Het patrouillevaartuig werd opnieuw ingezet als konvooibegeleider, nu in Filipijnse wateren. Op 15 augustus 1945 werd het schip officieel overgedragen aan de geallieerde strijdkrachten en naar Sasebo in Japan geroepen. Op 24 augustus liep PB-104 echter op een mijn in de Straat van Kammon, tussen het Japanse hoofdeiland Honshu en het zuidelijker gelegen eiland Kyushu in, en is daar gezonken.